# 古西ジャンクション
古西ジャンクション（コソジャンクション）は大韓民国全羅南道潭陽郡にある湖南高速道路（25号線）と光州大邱高速道路（12号線）を結ぶジャンクションである。

## 接続する路線

### 論山・順天方面
- 湖南高速道路（9番）

### 光州・大邱方面
- 光州大邱高速道路（12番）

## 隣
湖南高速道路
(8) 昌平IC - (9) 古西JCT  - 東光州料金所
光州大邱高速道路
東光州料金所 - (12) 古西JCT - (13) 潭陽JCT